# En stackars miljonär
En stackars miljonär är en amerikansk film från 1945 i regi av Allan Dawn. Det är en av många filmatiseringar av George Barr McCutcheons roman Brewster's Millions från 1902. Handlingen är dock något modifierad jämfört med boken. Filmen bannlystes i det då segregerade Memphis eftersom stadens filmcensorer ansåg att den afroamerikanske karaktären Jackson, spelad av Eddie ”Rochester” Anderson, behandlades alltför familjärt i filmen.
Filmen nominerades till en Oscar för bästa filmmusik.

## Rollista
- Dennis O'Keefe - Montague L. Brewster
- Helen Walker - Peggy Gray
- June Havoc - Trixie Summers
- Eddie "Rochester" Anderson - Jackson
- Gail Patrick - Barbara Drew
- Mischa Auer - Michael Michaelovich
- Nana Bryant - Mrs. Gray
- John Litel - Swearengen Jones
- Thurston Hall - Drew